# Превара (албум Наташе Ђорђевић)
Превара је пети студијски албум српске фолк певачице Наташе Ђорђевић, издат 1995. године за ПГП РТС. Продуцент албума је био Перица Здравковић, а на албуму је радио и Драган Брајовић Браја.

## Списак песама
| №   | Назив                    | Текст                   | Музика                     | Трајање |  |
| 1.  | Превара                  | Стева Симеуновић        | Стева Симеуновић           | 3:30    |  |
| 2.  | Зоро, зоро               | Радмила Тодоровић Бабић | Перица Здравковић          | 3:11    |  |
| 3.  | Зашто ме у очи не гледаш | Небојша Димитријевић    | Небојша Димитријевић       | 3:17    |  |
| 4.  | Иди                      | Мирко Глишић            | Мирко Глишић               | 3:12    |  |
| 5.  | Магла и дим              | Стева Симеуновић        | Стева Симеуновић           | 3:25    |  |
| 6.  | Зелена неверна           | Стева Симеуновић        | Стева Симеуновић           | 3:29    |  |
| 7.  | Ако, ако                 | Ивица Максимовић        | Петар Максимовић (музичар) | 2:46    |  |
| 8.  | Косово                   | Ивица Максимовић        | Петар Максимовић           | 4:05    |  |
| 9.  | Узео си све              | Драган Брајовић Браја   | Злаја Тимотић              | 4:03    |  |
| 10. | Магија                   | Драган Брајовић Браја   | Злаја Тимотић              | 4:03    |  |
| 11. | Авантуриста              | Стева Симеуновић        | Стева Симеуновић           | 2:38    |  |
| 12. | Огледало                 | Драган Брајовић Браја   | Злаја Тимотић              | 3:09    |  |